# Margareta Eriksdotter Vasa
Margareta Eriksdotter Vasa (1497 – Tallinn, 31 dicembre 1536) è stata una nobildonna svedese, sorella del re Gustavo I di Svezia.

## Biografia
Era la figlia di Erik Johansson Vasa, e di sua moglie, Cecilia Månsdotter Eka. Non si sa nulla della sua infanzia, ma è noto che sapeva parlare sia svedese che tedesco, che sapeva leggere e scrivere e che aveva un grande interesse per la letteratura. Entrò alla Sko Abbey all'età di cinque anni. 

## Matrimoni

### Primo Matrimonio
Il 30 marzo 1516 sposò Joakim Brahe a Tre Kronor ospitato dal reggente Sten Sture il Giovane: sua moglie era una fedele seguace di Sture, e il reggente era sposato con la zia, Christina Gyllenstierna. Ebbero quattro figli:
- Mauritz (nato e morto nel 1517)
- Brita Joakimsdotter Brahe (1518-1554), sposò il barone Birger Nilsson Grip.
- Öllegård Joakimsdotter Brahe (1519-1527)
- Per Brahe (1520-1590)

Nel novembre del 1520, Margareta e suo marito assistettero all'incoronazione di Cristiano II di Danimarca come re di Svezia. Suo padre era uno di quelli giustiziati al Bagno di sangue di Stoccolma. Margareta e i suoi figli, insieme a sua madre, alla sorella Emerentia, alla nonna Sigrid Eskilsdotter Banér e alla zia Christina Gyllenstierna, appartenevano alle donne e ai famigliari dei prigionieri che furono imprigionati al Castello di Stoccolma e poi trasferiti al famigerato Blåtårn ("Torre Blu") del Castello di Copenaghen nell'estate successiva.
Molte delle donne e dei bambini imprigionati sono morti, tra cui la madre di Margareta, Cecilia, la sorella Emerentia e la cugina Magdalena, anche se la causa della morte è data dalla peste.

### Secondo Matrimonio
Nel 1524, Margareta fu liberata e tornò in Svezia, dove suo fratello era ora re Gustavo I. Nell'agosto di quell'anno, fu fidanzata con il conte tedesco Johann VII von Hoya, e il matrimonio ebbe luogo il 15 gennaio 1525 a Stoccolma. Il matrimonio è stato combinato da suo fratello per motivi politici. Durante il suo primo regno, i nobili tedeschi Giovanni VII di Hoya e Berend von Melen appartenevano agli alleati più fidati del re, e organizzò il matrimonio tra Johann e sua sorella Margareta e tra Berend von Melen e sua cugina di secondo grado Margareta: i matrimoni provocarono malumore tra i contadini, che non amavano i tedeschi intorno al re e criticarono loro e il matrimonio del re con la principessa tedesca Caterina di Sassonia-Lauenburg. Dopo il loro matrimonio, il re concesse il governatorato del castello di Vyborg (importante roccaforte contro la Russia) a Hoya e il castello di Kalmar (importante roccaforte contro la Danimarca) a Melen. La coppia ebbe due figli:
- Johann (1529-1574), vescovo di Osnabrück
- Jobst[3][4]

Margareta si stabilì nel castello di Vyborg nella primavera del 1525 e fu responsabile dell'affari del marito e del comando della fortezza ogni volta che era assente nei frequenti incarichi affidatigli dal re. Corrispondeva con suo fratello, il re, sia su questioni politiche, religiose che private. Margareta non amava la sua vita in Finlandia, aveva paura dei russi e chiese il permesso di tornare in Svezia, ma gli fu rifiutato. Durante la Riforma svedese, espresse preoccupazioni per le voci secondo cui suo fratello stava distruggendo chiese e conventi.
Nel 1528 visitò Lubecca. Al suo ritorno in Svezia nell'aprile del 1529, lei e Wulf Gyl furono catturati dal sindaco Nils Arvidsson di Jönköping. Questo incidente fu l'inizio della ribellione Westrogothiana della nobiltà contro la Riforma svedese in corso. La ribellione fu sottomessa con successo da suo fratello a maggio, e fu rilasciata illesa. 
Nell'estate del 1531, Margareta e suo marito furono incaricati di guidare la flotta dei "più alti signori e signore del regno" inviati a scortare la sposa del re, Caterina di Sassonia-Lauenburg, dalla Germania a Stoccolma. Margareta era interessata alla letteratura e corrispondeva al vescovo Hans Brask, con il quale discuteva e scambiava i libri.

## Morte
Nel giugno del 1534, durante la Guerra del Conte, Johann VII di Hoya ruppe con Gustavo I e lasciò la Svezia per la Germania. Ben presto si unì al conte Feud e combatté contro la Svezia. Margareta accompagnò Johan in Germania con i suoi figli e la loro fuga attirò l'attenzione e la cattiva fama di Gustavo I intorno al Mar Baltico. Il re le scrisse e le chiese di abbandonare il marito traditore e di tornare in Svezia, ma lei rifiutò, temendo di essere imprigionata al suo ritorno. Suo figlio Per Brahe affermò in seguito che in realtà non era preoccupata per il suo bene, ma per i suoi due figli dal suo secondo matrimonio perché erano i figli di Johann VII di Hoya.
Quando rimase vedova nel giugno 1535, chiese a suo fratello se fosse costretta a contrarre un altro matrimonio combinato al suo ritorno, ma decidere di rimanere all'estero. Morì a Tallinn il 31 dicembre 1536.
Dopo la sua morte, il re chiese a suo figlio del suo primo matrimonio di tornare in Svezia, che accettò dopo aver negoziato con suo cognato e la sorella Brita.